# Fabolous
John David Jackson (Brooklyn, Nueva York, 18 de noviembre de 1977), conocido profesionalmente como Fabolous, es un rapero estadounidense. Su debut fue la canción "Can't Deny It" junto a Nate Dogg en 2001. Con un suave flow y sus complicadas letras, su estilo es pausado y simple.

## Primeros años
Fabolous es de ascendencia dominicana y afroamericana. Creció en Breevort Houses en el vecindario Bedford-Stuyvesant en Brooklyn.
Mientras estaba en la secundaria, Jackson empezó a considerar seguir una carrera en la música hip hop. En los primeros años de su carrera, rapeaba bajo el nombre Fabolous Sport, en referencia a la línea de deporte de Ralph Lauren, sin embargo fue acortado a Fabolous. La equivocación a escribir el nombre no fue intencional; Jackson había querido que su nombre fuera "Fabulous" pero fue incorrectamente escrito durante un freestyle y se quedó con el nombre. Fue invitado a rapear al programa de radio del productor y ejecutivo DJ Clue, luego a la estación de radio neoyorquina Hot 97. Fabolous y N.O.R.E. rapearon junto al instrumental de la canción de The Lox, Money, Power & Respect, y DJ Clue firmó un contrato con Fabolous con su sello discográfico, Desert Storm Records. Fabolous figuró en varios de los mixtapes de DJ Clue, como también mixtapes con artistas de Roc-A-Fella. Eso hizo que Fabolous y Desert Storm ganaran una retribución por parte de Elektra Records. El 6 de septiembre de 2001 hizo una entrevista con Hot104.com. En ella Fabolous dijo que no había planeado convertirse en rapero y dijo a la página web: "Estaba intentando hacer algo de dinero, ¿sabes? Me aburrí de no tener dinero. El rap era algo con lo que podía hacer dinero. Y simplemente pasó para mí."

## Carrera

### Comienzos e influencias
Antes de ganarse la popularidad en el mainstream, Fabolous lanzó un sencillo titulado "If They Want It" en 1998 bajo su anterior nombre, Fabolous Sport. El tema fue lanzado por Def Jam Recordings en el álbum DJ Clue? The Professional. En el 2000, Fabolous grabó un segundo sencillo bajo Elektra Records llamado "Gotta Be a Thug" bajo su nombre actual. Esta canción puede ser encontrada en el álbum DJ Clue Presents Backstage Mixtape (Soundtrack).
Fabolous ha aparecido en muchas canciones con diferentes artistas, como Tamia, Usher, Jennifer Lopez, Don Omar, Christina Milian, Cassidy, Game, Amerie, Mariah Carey, Bow Wow, Lil' Mo, Benzino, B2K, P. Diddy, Young Jeezy, Ne-Yo y chris brown

### Primer álbum:Ghetto Fabolous
En el 2001 Fabolous sacó a la venta su álbum debut, su primer sencillo "Can't Deny It" que fue en colaboración de Nate Dogg el álbum fue muy criticado en muchos medios pero llegó al #4 en el Billboard 200 con una venta total de 1.3 millones de copias. El segundo sencillo fue "Young'n/Right Now and Later on" que llegó al #33 en el top 100. Finalmente la canción "Trade It All" tuvo más éxito que la anterior llegando al #22 en el top 100. El álbum fue producido por los siguientes productores: DJ Clue, The Neptunes, Rockwilder, Timbaland, Rick Rock, Just Blaze, DURO, Omen, Rush Da Spyda, Armando Colon, DJ Envy y Mono. Fue lanzado bajo el sello de Elektra Records.

### Segundo álbum:Street Dreams
Fue el segundo álbum de Fabolous sacado a la venta el 4 de marzo de 2003, tuvo buena crítica y obtuvo más éxito que su primer álbum llegando al #3 en el Billboard 200, los sencillos fueron "Can't Let You Go" que llegó al #3 de los 100 mejores y "Into You" con Tamia (otra versión es con Ashanti). El remix de "Trade it all" llegó al #20 fue la colaboración de P. Diddy y Jagged Edge, el álbum ganó el certificado de Platino por RIAA el 22 de septiembre, fue producido por Rick Rock, Trackmasters, Just Blaze, DJ Clue, Kanye West, Chad Elliott, Precisión, Omen, DURO, Mr. Fingaz, Linx, LZ, Madd Phunk fue lanzado bajo el sello de Elektra Récords y Desert Storm Récords.

### Tercer álbum:Real Talk
El tercer álbum salió a la venta el 9 de noviembre de 2004 llegando al #6 en el Billboard 200, vendió 890.000 copias hasta la fecha, sus sencillos fueron "Baby" y "Breathe" obtuvo el certificado de Oro por RIAA el 13 de diciembre del 2004 fue producido por DJ Khaled, The Neptunes, Trackmasters, J. R. Rotem, Just Blaze, Scott Storch, JV, Hotrunner, Flame Throwers, Gerard Harmon, Keith Wilkins, Reefa, Dangerous y fue lanzado bajo los sellos de Desert Storm Récords y Atlantic Récords.

### Cuarto álbum:From Nothin' to Somethin'
El cuarto álbum de Fabolous, salió el 11 de junio del 2007 llegó al número 2 en el Billboard 200, recibió buena crítica de los medios, los sencillos fueron "Diamonds", "Return of the Hustle", "Make Me Better" con Ne-yo y "Baby Don't Go" fue puesto en el XXL del 2007 hasta la fecha ha vendido más de 800,000 copias y por ello recibió el título de Oro por RIAA. Fue producido por Reefa, Freebass, Akon, Timbaland, Jermaine Dupri, Just Blaze, Polow da Don, Big Tank, Steve Morales, Versatile, Don Cannon, Amadeus, Nova, Neo da Matrix y lanzado bajo el sello de Def Jam y Desert Storm Récords.

### Quinto álbum:Loso's way
Es el quinto álbum de Fabolous, los sencillos son "Trow it in the bag con The-Dream y "My time" con el nuevo cantante Jeremith. Salió a la venta el 28 de julio del 2009 y está producido por: DJ Clue (exec.)
Ryan Leslie, Christopher "Tricky" Stewart, StreetRunner, The Runners, DJ Khalil, Miguel, The Alchemist, Syience, Jermaine Dupri, Sid V, J.U.S.T.I.C.E. League, Sean C. y L.V. fue lanzado bajo el sello de Def Jam y Desert Streem Récords. Este álbum ha llegado a la primera posición en los Estados Unidos, lo que significa el mayor éxito de Fabolous hasta la fecha.

### Moda
Fabolous dijo en el 2005 que quería su propia compañía de ropa en el 2007. Eso pasó de ser un rumor a algo cierto; Fabolous creó la compañía de ropa Rich Young Society Clothing, solo a la venta en Estados Unidos.

## Vida personal
Fabolous y su novia Emily Bustamante tienen dos hijos y una hija, nacidos en 2008, 2015 y 2020 respectivamente.

## Discografía
| Año  | Título                                           | Posición | Posición | Posición |
| Año  | Título                                           | U.S.     | U.S. R&B | U.S. Rap |
| ---- | ------------------------------------------------ | -------- | -------- | -------- |
| 2001 | Ghetto Fabolous - Desert Storm Records           | 4        | 2        | —        |
| 2003 | Street Dreams - Desert Storm Records             | 3        | 3        | —        |
| 2004 | Real Talk - Desert Storm Records                 | 6        | 2        | 2        |
| 2007 | From Nothin' to Somethin' - Desert Storm Records | 2        | 1        | 1        |
| 2009 | Loso's Way - Desert Storm Records                | 1        | 1        | 1        |

### Mixtapes
- 2003 Street Dreams Pt. 2 #28 US, (venta: 250,000 copias)
- 2005 My Life Is Fabolous
- 2005 Real Talk: The Mixtape (Nothing But The Freestyles)
- 2005 Inventing the Remix
- 2006 Loso's Way - Rise to Power
- 2015 Summertime Shootout

## Sencillos
| Año  | Canción                                                | Posición     | Posición | Posición | Posición | Álbum                     |
| Año  | Canción                                                | U.S. Hot 100 | U.S. R&B | U.S. Rap | U.S. Pop | Álbum                     |
| ---- | ------------------------------------------------------ | ------------ | -------- | -------- | -------- | ------------------------- |
| 2001 | "Can't Deny It" (feat. Nate Dogg)                      | 25           | 13       | 11       | —        | Ghetto Fabolous           |
| 2001 | "Young'n (Holla Back)"                                 | 33           | 17       | 9        | —        | Ghetto Fabolous           |
| 2002 | "Trade It All, Pt. 2" (feat. Jagged Edge & P. Diddy)   | 20           | 14       | 8        | —        | Street Dreams             |
| 2003 | "Can't Let You Go" (feat. Lil' Mo & Mike Shorey)       | 4            | 2        | 2        | —        | Street Dreams             |
| 2003 | "Into You" (feat. Tamia)                               | 4            | 6        | 4        | —        | Street Dreams             |
| 2004 | "Breathe"                                              | 10           | 4        | 2        | —        | Real Talk                 |
| 2005 | "Baby" (feat. Mike Shorey)                             | 71           | 22       | 17       | —        | Real Talk                 |
| 2007 | "Diamonds" (feat. Young Jeezy)                         | 83           | 59       | —        | 87       | From Nothin' to Somethin' |
| 2007 | "Return of the Hustle" (feat. Swizz Beatz)             | —            | 122      | —        | —        | From Nothin' to Somethin' |
| 2007 | "Make Me Better" (feat. Ne-Yo)                         | 8            | 2        | 1        | 14       | From Nothin' to Somethin' |
| 2007 | "Baby Don't Go" (feat. T-Pain & Jermaine Dupri)        | 23           | 23       | 4        | 32       | From Nothin' to Somethin' |
| 2009 | "Throw It In the Bag" (feat. The-Dream)                | 70           | 15       | 8        | —        | Loso's Way                |
| 2009 | "My Time" (feat. Jeremih)                              | 108          | 102      | —        | 99       | Loso's Way                |
| 2009 | "Everything, Everyday, Everywhere" (feat. Keri Hilson) | 103          | 49       | 23       | —        | Loso's Way                |

### Colaboración
| Año  | Canción                                                                                        | Posición     | Posición | Posición | Posición | Álbum                   |
| Año  | Canción                                                                                        | U.S. Hot 100 | U.S. R&B | U.S. Rap | U.S. Pop | Álbum                   |
| ---- | ---------------------------------------------------------------------------------------------- | ------------ | -------- | -------- | -------- | ----------------------- |
| 2001 | "Pt II" (Lil' Mo feat. Fabolous)                                                               | 34           | 9        | —        | —        | Based on a True Story   |
| 2001 | "I Got Love (Remix)" (Nate Dogg feat. Fabolous, Kurupt & B.R.E.T.T.)                           | 49           | 45       | —        | —        | My Music & Me           |
| 2002 | "Automatic" (E-40 feat. Fabolous)                                                              | —            | 72       | —        | —        | Grit & Grind            |
| 2003 | "4Ever" (Lil' Mo feat. Fabolous)                                                               | 37           | 13       | —        | —        | Meet the Girl Next Door |
| 2003 | "Basketball" (Bow Wow featuring Fabolous & Jermaine Dupri)                                     | —            | 45       | 25       | —        | Like Mike               |
| 2003 | "Never Leave You (Uh Oooh, Uh Oooh) (Remix)" (Lumidee feat. Busta Rhymes & Fabolous)           | 3            | 9        | —        | —        | Almost Famous           |
| 2004 | "Dip It Low" (Christina Milian feat. Fabolous)                                                 | 5            | 16       | —        | —        | It's About Time         |
| 2005 | "Get Right (Remix)" (Jennifer Lopez feat. Fabolous)                                            | 12           | 38       | —        | 12       | Rebirth                 |
| 2005 | "Bling Blaow" (Red Cafe feat. Fabolous)                                                        | —            | 67       | —        | —        | Sin álbum               |
| 2007 | "Shawty Is Da Shit" (The-Dream feat. Fabolous)                                                 | 17           | 6        | —        | 45       | Love Hate               |
| 2008 | "Finer Things (DJ Felli Fel feat. Ne-Yo, Kanye West, Jermaine Dupri, & Fabolous)               | 101          | 80       | 8        | —        | Go DJ!                  |
| 2008 | "You Ain't Got Nuthin" (Lil' Wayne feat. Juelz Santana & Fabolous)                             | 81           | —        | —        | —        | Tha Carter III          |
| 2008 | "I Can't Hear the Music" (Brutha feat. Fabolous)                                               | —            | 64       | —        | —        | Brutha                  |
| 2008 | "Hi Hater (Remix)" (Maino feat. T.I., Swizz Beatz, Plies, Jadakiss, & Fabolous)                | 108          | 26       | 16       | —        | If Tomorrow Comes...    |
| 2008 | "Addiction" (Ryan Leslie feat. Cassie & Fabolous)                                              | 115          | 35       | —        | —        | Ryan Leslie             |
| 2008 | "Good Lovin'" (Slim feat. Ryan Leslie & Fabolous)                                              | —            | 41       | —        | —        | Love's Crazy            |
| 2008 | "She Got Her Own" (Jamie Foxx feat. Ne-Yo & Fabolous)                                          | 54           | 2        | —        | —        | Intuition               |
| 2009 | "Rockin' That Thang (Remix)" (The-Dream feat. Ludacris, Juelz Santana, Rick Ross, & Fabolous)  | 22           | 3        | —        | 51       | Love vs. Money          |
| 2009 | "Hottest In The Hood (Remix)" (Red Cafe feat. Jadakiss, Rick Ross, OJ Da Juiceman, & Fabolous) | —            | 77       | —        | —        | The Shakedown           |
| 2009 | "Out Of This Club" (R. Kelly feat. Fabolous)                                                   | —            | —        | —        | —        | Untitled                |
| 2016 | "Fly" (Jessica Jung feat. Fabolous)                                                            |              |          |          |          | With Love, J            |